# Khusrov I
Khosrau I eller Khosrow I, Khosrou I (Chosroes I i klassiska källor, på persiska vanligen kallad Anushirvan, persiska: انوشيروان vilket betyder Odödliga själen), även känd som Anushiravan den rättvise (انوشیروان عادل , Anushiravān-e-ādel eller انوشيروان دادگر, Anushiravān-e-dādgar), född 501, död 579, var den tjugonde sasanidiske kungen av Persiska riket mellan 531 och 579, och den mest kände och beundrade av de sasanidiska kungarna. Han var favoritson och efterträdare till kung Kavadh I (488–531). 
Hans namn är kopplat till det persiska namnet Kasra.

## Biografi
Khosrau I grundade många städer och uppförde många magnifika palats, samt initierade reparationer av handelsvägar såväl som byggandet av många broar och dammar. Under hans regering upplevde Persiska riket en guldålder beträffande konst och vetenskap, varigenom den sasanidiska dynastin nådde sin höjdpunkt i ära och välstånd. 
Under början av sin regeringstid slöt Khosrau I fred med den romerske kejsaren Justinianus I (527–565). Han intog romerska provinsen Syria (Syrien) och Antiochia vid Orontes, Baktrien, Arabia petraea (Jemen). Med hjälp av Tiberius II (578–582) gjorde Armenien och Iberien uppror mot den persiska överhögheten. Efter att ha förlorat ett viktigt slag dog Khosrau I och efterträddes av sonen Hormazd IV. 
Under Khosrau I infördes schack till Persien från Indien, och zoroastrismen, vilken han själv bekände sig till, gynnades. Han var samtidigt känd för sin religiösa tolerans, framför allt genom att sörja för nestorianer och grekiska hedningar som han anställde vid Gundishapurakademin, där deras kunskaper togs tillvara.
Under Khusrov I fick den muntliga Avesta skriftlig form och sammanställdes i 21 böcker.